# 北ドイツ連邦憲法
北ドイツ連邦憲法（きたどいつれんぽうけんぽう、ドイツ語: Verfassung des Norddeutschen Bundes）は、北ドイツ連邦の憲法である。

## 沿革

### プロイセンにおける新局面

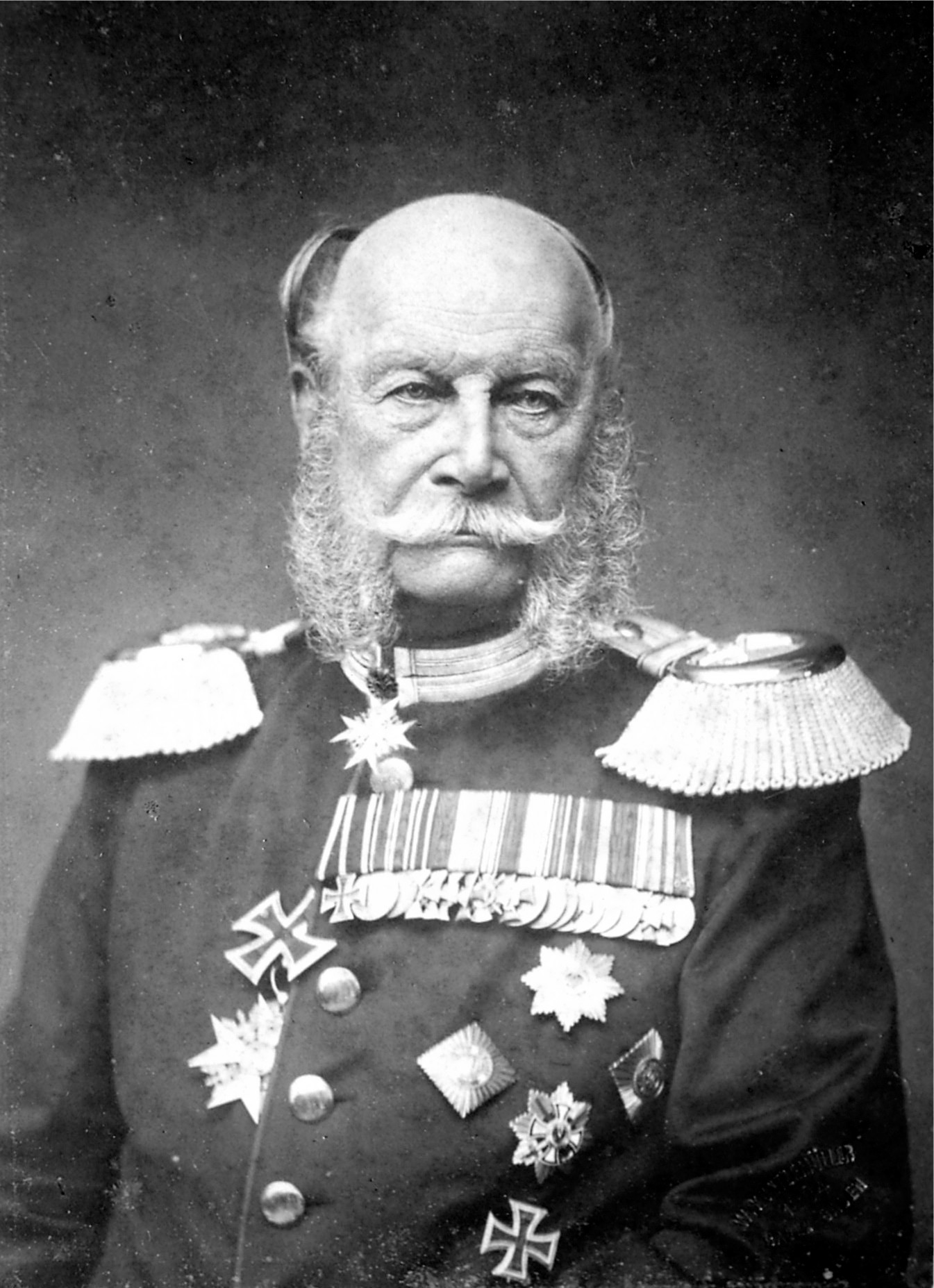
プロイセン王ヴィルヘルム1世

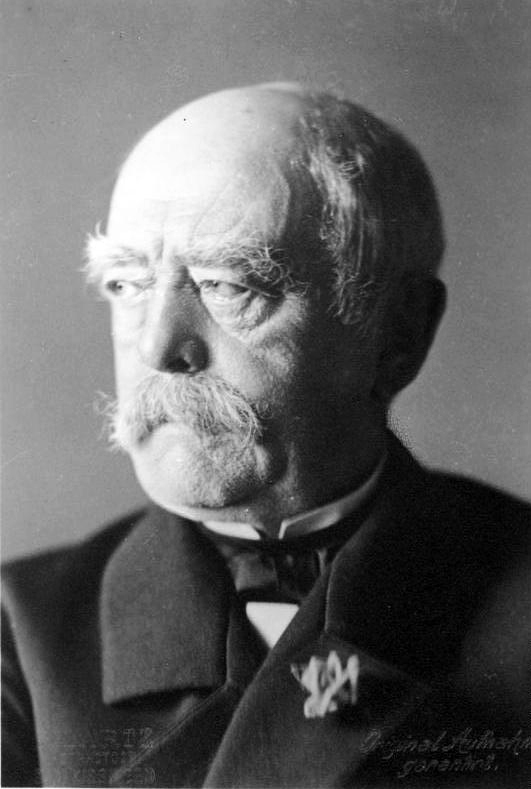
オットー・フォン・ビスマルク

1861年1月2日にプロイセン国王フリードリヒ・ヴィルヘルム4世が死亡し、すでに1858年から摂政であった王弟ヴィルヘルム1世が即位した。そして、オットー・フォン・ビスマルクがプロイセンの首相に任命されると、ここにおいてプロイセンは「新局面」（die neue Aera）を展開することとなった。この「新局面」は、普墺戦争のための軍国主義への展開であって、立憲政治への展開ではなかったから、ビスマルクがプロイセンの軍備充実を第一義とし、ついに議会との間で有名な憲法争議を惹起したことは、むしろ当然のことであった。
ビスマルクは、下院が1863年度の軍事費を否決すると、予算不成立を意とせずして、議会を無視して軍備を充実した（空隙説、事後承認法）。このような専制的政治が国民の反抗を招いたのは、もとより当然のことであった。ヴィルヘルム1世も、このような政策がついに革命を惹起することに心を痛めたが、ビスマルクは断じて耳を貸さず、「次の一戦」のために周到な準備を始めたのであった。

### フランクフルト王侯会議

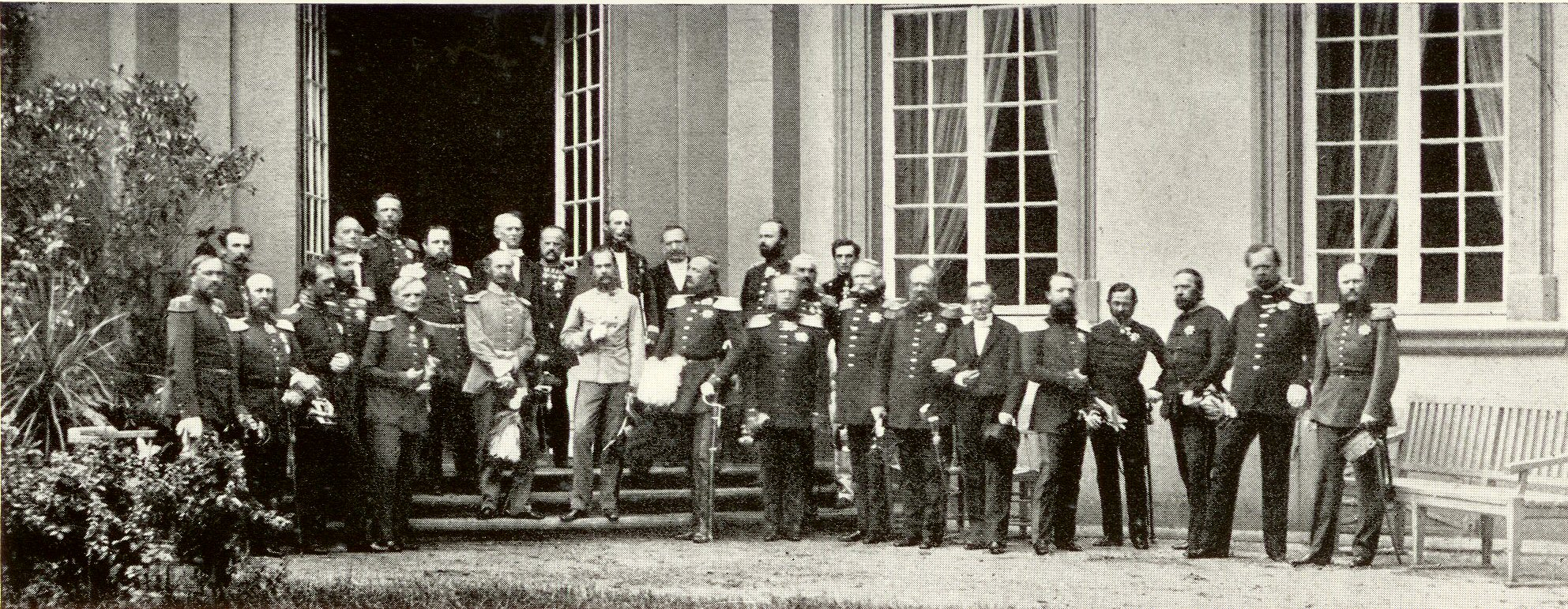
フランクフルト王侯会議の参加者

プロイセンがしきりに対オーストリア戦争の準備をしていた当時、1863年8月16日にオーストリアの提案によって、ドイツ各邦の主権者がフランクフルトに集合し、ドイツ同盟の改正案を討議した。これを「フランクフルト王侯会議」と称する。
オーストリアがフランクフルト王侯会議に提出した改正案は、当然、オーストリアにとって有利なものであって、ドイツ同盟の統治機関として、理事会（Directorium）、連邦参議院（Bundesrath）及び議会（Delegiertenhaus）を設け、理事会は、オーストリア、プロイセン、バイエルン王国及びその他の国から2名の合計5名をもって組織される執行機関であり、連邦参議院は、各邦政府の代表者をもって組織される議決機関である。さらに、議会は、各邦議会において選挙された議員をもって組織されている。
オーストリアの草案は、結局、ドレスデン会議におけるものと趣旨を同じくしており、プロイセンをバイエルンその他と同様の第二位の地位に置き、オーストリアがドイツ同盟を支配しようとするものにほかならなかった。しかしながら、プロイセンがすでに従前の消極的政策を捨てて積極的にオーストリアと決戦しようとするに至っていたことを、オーストリアは見誤っていた。

### シュレースヴィヒ＝ホルシュタイン問題

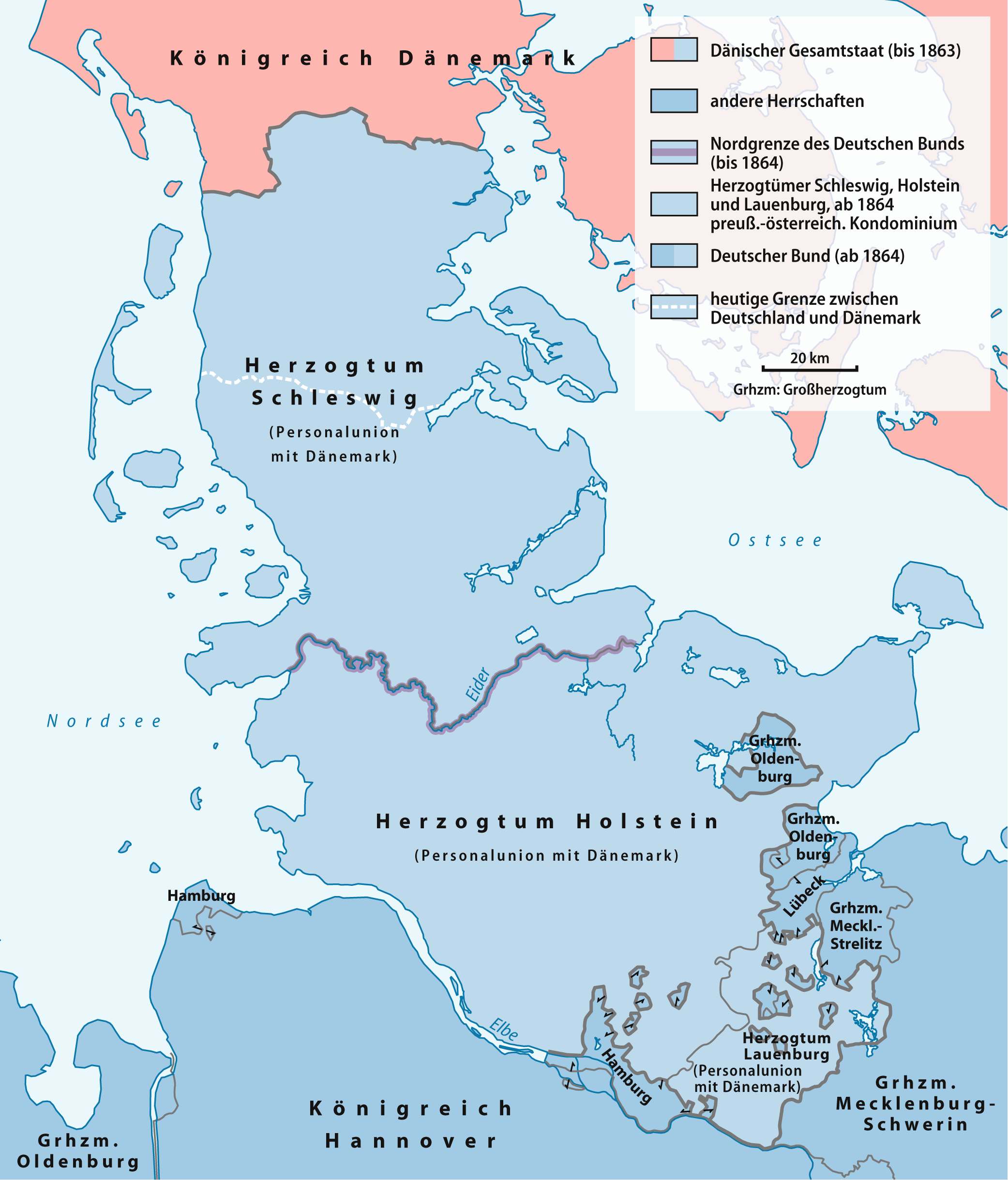
ウィーン条約による領土画定

しかしながら、当時、シュレースヴィヒ＝ホルシュタイン問題が発生したため、憲法制定問題は、一時中止されるに至った。
シュレースヴィヒ公国及びホルシュタイン公国は、ともに公国であったが、シュレースヴィヒ公国はドイツ同盟に加入しておらず、ホルシュタイン公国のみがドイツ同盟に加入していた。そして、これらの公国の主権者は、いずれもデンマーク王国の国王であって、三国は、いわゆる同君連合（Personal-Union）であった。両公国においては、1848年にデンマークに対する騒乱を普墺両国が鎮圧し（第一次シュレースヴィヒ＝ホルシュタイン戦争）、同時に、デンマーク国王からは、両公国をデンマーク王国に合併しない旨の保障を得ていた（ロンドン議定書）。しかしながら、1863年にデンマーク国王フレデリク7世が死亡した際に、デンマークと両公国との同君連合が法律上消滅したにもかかわらず、デンマークは、なおも両公国を併合しようとしていたため、ドイツ同盟議会は、同盟執行を議決し、普墺両軍は、両公国を保障占領した（第二次シュレースヴィヒ＝ホルシュタイン戦争）。そして、普墺両軍を交戦して敗れたデンマークは、1864年10月30日のウィーン条約によって、両公国を放棄した。しかしながら、両公国は、プロイセンが将来海上に向かって発展しようとするために必要不可欠な部分であったことから、1865年2月に両公国の独立を認める代償として、（1）両公国の軍隊をプロイセン国王の指揮下に置くこと及び（2）キール運河の開通に必要な土地をプロイセンに割譲すること等の条項を含む要求を行った。これを、いわゆる「二月の要求」（Februaraufforderung）と称する。オーストリアは、これに干渉して、1865年8月14日のガンシュタイン協定をもって、ホルシュタインをオーストリアの、シュレースヴィヒをプロイセンの支配下にそれぞれ置くこととした。しかしながら、これは一時の小康であって、普墺両国の真意が相互に相手方をして両公国のいずれをもその支配下に置かないようにする点にあった以上は、普墺両国の衝突は到底免れない状態となった。

### プロイセンによる改正提案
1866年4月9日、プロイセンは、突如として、ドイツ同盟の改正を提案した。
従来のドイツ同盟改正案は、全て主権者側のみか、又は国民側のみから出たものであったが、プロイセンの提案は、主権者と国民との合意をもってしなければならないとするものであって、そのためには、直接選挙及び普通選挙によって全国民の代表者からなる議会を近く召集し、これにドイツ各邦政府の作成した憲法改正案を提出して討議させるべきであるとした。自国に三級選挙法という極めて保守的な選挙法を採用していたプロイセンが、普通選挙・直接選挙による国民議会の召集を提案するというはなはだ矛盾した態度は、かえってその真意を明白なものとしたのであった。ビスマルクは、迫りくる普墺戦争に際して、これを大義名分としてドイツ国民の支持を得ようとしたのであった。そして、同盟議会がこれを委員会に付託すると、プロイセンは、その委員会の席上において、上記の国民議会に提出すべき憲法草案の内容を提出した。この憲法草案の内容が北ドイツ連邦の組織とおおよそ同じであったことから、すでに、この時点において、プロイセンが必勝を期して将来の準備をしていたことがわかる。
さらに、6月10日には、プロイセンは、ドイツ各邦の政府に対して通牒を発し、これに「新憲法の原則」（Grundzüge zu einer neuen Bundesverfassung）なる草案を添付して、将来この憲法の原則に従って創設されるべき連邦に加入する意向があるか否かを照会した。そして、この憲法草案においては、オーストリアが除外されており、かつ、バイエルンに迎合し、連邦の軍隊を北軍と南軍とに分割して、北軍はプロイセン国王の、南軍はバイエルン国王の指揮下にそれぞれ置くこととした。すなわち、プロイセンは、これによって、いよいよ対オーストリア戦争を行うに際して、バイエルンその他のドイツ諸邦がオーストリアと結合することを予防したのであった。

### 普墺戦争
かくして、1866年6月14日、プロイセンがガンシュタイン協定に違反してシュレースヴィヒ＝ホルシュタインを不法に占領していることを理由に、これに対抗して同盟執行を行うために連邦軍を動員する旨の決議をオーストリアの提案によって同盟議会が行うと、プロイセンは、直ちにドイツ同盟を脱退して、ここに普墺戦争が開始された。その結果は、プロイセンの大勝に終わり、7月26日にはニコルスブルク仮条約が、8月23日にはプラハ条約が締結された。プラハ条約においては、次の事項が定められた。
1. オーストリアは、従来のドイツ同盟の解散を認めること。
2. オーストリアの参加なしにドイツ国の更新を認めること。
3. オーストリアは、マイン川以北においてプロイセンが創設する小同盟関係に異議を述べないこと。
4. オーストリアは、マイン川以南の諸邦が上記の小同盟と結合することに異議を述べないこと。かつ、南部諸邦が北部同盟との国民的結合に関しては、両者の了解に留保すること。

このようにして、1815年以来のドイツ同盟は解散した。ただし、ドイツ同盟は、ウィーン最終条約の一部であって、ドイツ以外の欧州諸国の保障のもとにあったが、この点については、1867年5月11日のロンドン条約6条によって、列強もまたドイツ同盟の解散を承認した。
普墺戦争によって、ドイツ統一問題における、「いかなる主権者がドイツを統一するか」という問題は、解決したのであった。

### 八月同盟
このようにして、新生ドイツの構成に最後の障害となっていたオーストリアがその発言権を失ったことから、プロイセンは、マイン川以北において、自由に新国家の建設に着手した。ビスマルクは、あくまでも現実に即した政策を実施し、普墺戦争の勝利に乗じて自制を失うことはなく、まず、マイン川以北において各邦の攻守同盟を成立させ、次いで、これをより強固な連邦国に進化させようとした。この同盟は、1866年8月18日に成立し、「八月同盟」と称する。八月同盟を締結した邦及び自由市は、合計22であった。
八月同盟規約の内容は、次のとおりであった。
1. 同盟は、締結各邦の独立及び領土を保全し、対内及び対外の安全を維持するための攻守同盟である（1条）。
2. 同盟の期間は1年間とし、この期間の経過によって、当事者が予め更新しない限り、自然消滅となる（4条）。
3. 同盟各邦は、その軍隊をプロイセン国王の指揮下に置く。ただし、戦時にあっては、別段の協定をしなければならない（4条）。
4. 同盟各邦は、連邦憲法（Bundesverfassung）を制定し、同盟を決定的に強固ならしめる義務を負い、これについて、次の4か条の協定をした（2条、5条）。
  1. プロイセンが1866年6月10日にドイツ同盟議会に提出した原則を連邦憲法の原則とすること。
  2. 連邦憲法は、各邦が合同して召集する議会の協賛によって確定すべきこと。
  3. この議会の選挙は、各邦とも、1849年4月12日の国民院議員選挙法を基礎としてなすべく、かつ、各邦が共同してこの議会を召集すべきこと。
  4. 各邦は、その全権委員をベルリンに派遣し、上記の議会に提出すべき連邦憲法の草案を1866年6月10日の原則に従って確定すべきこと。

八月同盟は、将来の国家組織の創設を目的とする準備的条約であって、同盟各邦は、将来の国家創設の共同行為を内容とする国際法上の義務を負担したものである。

### 連邦憲法の草案作成
八月同盟規約に基づき、1866年12月15日、各邦政府の代表者は、ベルリンに集合して、将来の連邦憲法の草案の作成に着手した。新連邦国の盟主であるプロイセンは、軍制及び外交をプロイセンのもとに統制し、また、ドイツ国民全体の代表機関である議会を設置するとともに、必要な限度を超えて各邦の権力範囲に侵入し、その国家的自尊心を傷つけることに努めた。これは、1918年のドイツ革命後のヴァイマル憲法の起草者であったフーゴー・プロイスが一挙にドイツを単一国化しようとしたのとは全く異なっている。
このような方針に基づき、プロイセン政府は、まず、会議の基礎となるべき準備草案を提出した。この準備草案に対する討議の結果は、4つの議定書（Protokoll）の形式で発表された。
第一議定書は、1867年1月18日付けであって、これによって、各邦政府は、近く召集すべき議会に対し、プロイセン国王を共同の代表者とすることを認め、かつ、草案14条及び25条に規定した議会を召集し、開会し、停会し、閉会し、及び解散する権限を与えた。
第二議定書は、1867年1月28日付けであって、これによって、審議を進捗させるため、各邦政府は、各自提出した改正案の採択をプロイセンに一任した。そして、プロイセンの採択によって、若干の修正がなされた。
第三議定書は、1867年2月7日付けであって、これによって、第二議定書においてなお確定していなかった郵便制度及び軍制に関する規定を修正し、確定した。第二議定書及び第三議定書におけるものが、議会に提出された政府草案である。
最終議定書（Schlussprotokoll）は、第三議定書と同じく1867年2月7日付けであって、各邦政府が自己の主張、希望又は草案の解釈等に関する陳述を会議の記録に留めおこうとするものが大部分を占めているが、その終局において一致した声明をなし、この憲法草案を各邦政府の共同案としてプロイセン国王から新議会に提出させることを議決した。

### 議会の選挙及び召集

選挙区別の選挙結果

このようにして確定された憲法草案の審議すべき議会がいよいよ召集されることとなった。この議会の選挙のために、各邦は、1849年4月12日の選挙法（de:Frankfurter Reichswahlgesetz）、すなわち、フランクフルト国民議会の選挙法を基礎として、各邦ごとに別々に22の選挙法が発布されたことは、注目すべき現象である。この1849年の選挙法は、ドイツにおける1848年革命の産物であって、それ以来、各邦政府の統治は、これに対する反動革命的原理のもとでなされたのであったが、ビスマルクは、1866年のドイツ同盟改正案以来、ドイツ国民の代表機関としての議会の設立を主唱し、国民の勢力を利用してドイツ統一の大事業を完成させようとしたのであった。
1849年の選挙法は、17条からなっており、その原則は、次のとおりであった。
1. 選挙権を有する者は、満25歳以上の欠格条件がないドイツ人であること（1条ないし3条）。
2. 被選挙権を有する者は、選挙権がある者であって、満3年以上ドイツ各邦の国籍を有するものであること（5条）。
3. 秘密選挙かつ直接選挙であること（13条、14条）。
4. 議員定数は、原則として、人口10万人につき1名とする（7条）。

このような選挙法は、民主主義の原則に一致したものであるから、これに基づく選挙法の実施によって、国民の意見が明確に新議会に反映したのは当然であった。換言すれば、新生ドイツの建設は、その共同の選挙法の実施によってその成功が暗示されていた。ライヒ議会選挙は、この共同の選挙法に従い、1867年2月12日に行われ、新議会は、同年2月24日にベルリンに召集されることとなった。

### 憲法議会

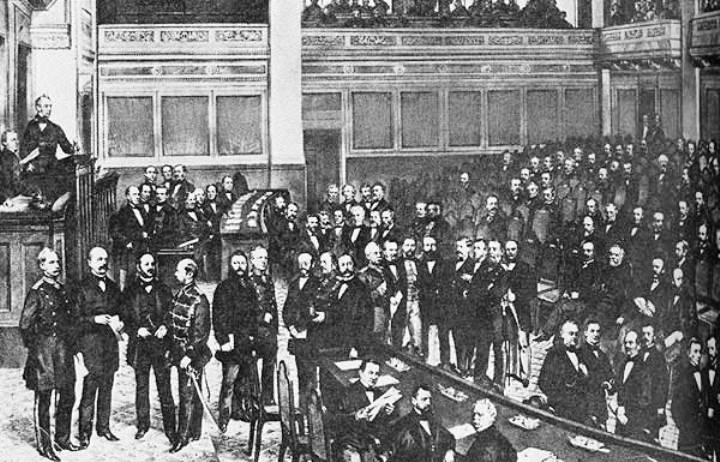
1867年2月24日の憲法議会

このようにして召集された憲法議会は、「北ドイツ連邦議会」（Reichstag des norddeutschen Bundes）と称するが、北ドイツ連邦そのものは、当時、未だ創設されていなかったのであって、将来の憲法を制定すべき議会にすぎないことに注意しなければならない。
1867年2月24日の開院式において、プロイセン国王ヴィルヘルム1世は、憲法制定の大業がドイツ国民の要望であって、過去に失われたものをこの機会に再建すべきことを、勅語をもって希望するとともに、憲法議会に提出すべき憲法草案が、全ドイツのために各邦の独立に対して要求する犠牲は、ただ平和を維持し、連邦領土の安全とその住民の幸福を確保するために必要不可欠の限度にとどまる旨を特に付加した。すなわち、プロイセンの政策は、名を与えて実を取る点にあった。憲法草案において高唱された各邦の独立性なるものは、当時、プロイセン一国が他の諸邦に冠絶する実力を有しており、兵力がその国王のもとに統制されている事実を一顧すれば、何人が将来のドイツを支配すべきかが自ずから明らかであった。
憲法議会は、3月2日までに議員の資格審査及び議長選挙を終え、3月4日には、ビスマルクが政府委員長（Präsident der Bundeskommissare）として憲法草案を提出した。憲法議会における審議の特色は、憲法草案を委員会に付託することなく本会議において審議が行われたことであった。この討議は、3月9日から同月13日、4月15日及び16日に行われた。
憲法議会における政党は、保守党、自由保守党、旧派自由党、国民自由党 、左翼派（Linke）などであったが、このうち、保守党は、政府草案の無条件かつ無修正の可決を主張し、国民自由党は、政府草案に対して若干と合理的修正を主張し、これらの党派が自由保守党と結んで憲法議会の大勢を支配した。
憲法議会における討議は、準備会議（Vorberatung）と本会議（Schlussberatung）とに分かれ、憲法議会が提出した修正案は、合計約40にのぼったが、ビスマルクは、4月15日の会議において、その一部分のみの修正に同意し、他は全てこれを一蹴してしまった。そして、4月16日に最後の採決を行い、230票対53票の多数をもって、政府草案を可決したのであった。同日、各邦政府の代表者は、会議を開き、憲法議会を通過した憲法草案を裁可すべきことを議決したことによって、ここに、北ドイツ連邦憲法の内容が完全に確定した。しかしながら、これをもって、北ドイツ連邦自身が同時に成立したとみることはできない。ただ、将来の国家の憲法が完成したのみであって、八月同盟規約によって各国が負担する国際法上の義務、すなわち、新連邦国建設の義務が履行されつつあるにすぎない。北ドイツ連邦の建設は、さらに別段の手続を要したのであって、これが、「公布法」（Publikationsgesetz）の問題である。

### 憲法の公布問題
同盟各邦は、成立した憲法草案を一斉に自国の国法の形式をもって公布し、かつ、この憲法は、1867年7月1日をもってその効力を発生する旨が付加された。これを「公布法」（Publikationsgesetz）と称する。この公布法の発布によって、八月同盟規約の内容である同盟各邦の国際法上の義務が履行し終わったのであり、1867年7月1日をもって、新連邦が当然に成立した。これを「北ドイツ連邦」と称する。

## 構成
北ドイツ連邦憲法の特色は、（1）君主的連邦主義、（2）プロイセン優越主義、（3）ドイツ統一主義の3点に求めることができる。

### 君主的連邦主義
北ドイツ連邦は、旧ドイツ同盟や八月同盟とは異なり、一個の国家組織である。すなわち、北ドイツ連邦自身の法的秩序と、これを構成する各支分国（邦）の法的秩序との、二種の法的秩序によって組織されており、いわゆる連邦国（Bundesstaat）である。連邦国制度は、国民に重点を置いた民主的連邦国と、少数の支配階級に重点を置いた君主的連邦国とに分けることができるが、北ドイツ連邦は、君主的連邦国である。それゆえ、国家の統治作用の中心は、国民の代表機関たるライヒ議会に存するのではなく、支配者の代表機関たる連邦参議院に存する。

### プロイセン優越主義
北ドイツ連邦憲法は、プロイセンの優越を確保することを意味する次の規定を設けている。
1. プロイセンの賛成なくして、憲法を改正することはできない。すなわち、憲法改正案は、連邦参議院において3分の2以上の賛成投票を要するところ、プロイセンは、連邦参議院の総表決数43票中17票（3分の1以上）の表決権を有している。
2. プロイセン国王は「連邦首班（ドイツ語版）[38]」の地位を有する（11条）。連邦首班は、連邦を国際法上代表し、宣戦を布告し、講和を締結し、連邦の決定を各邦において実施する際の監督をし、各邦における連邦義務の遂行を強制する権限を有している[38]。
3. 連邦軍元帥（ドイツ語版）たるプロイセン国王は、陸海軍の統帥権を有する（53条、63条及び64条）。

### ドイツ統一主義
北ドイツ連邦は、ドイツ統一の第一段階であって、ドイツの統一事業は、マイン川以南の四邦、すなわち、バイエルン、ヴュルテンベルク王国、バーデン、ヘッセン選帝侯国が新連邦に加入することによって初めて完成されるものである。それゆえ、北ドイツ連邦憲法は、南部諸邦の加入を想定して、次の規定を設けた。
1. 連邦の南部諸邦に対する関係は、北ドイツ連邦憲法の確定後、直ちに条約をもって規定しなければならない。この条約は、ライヒ議会の承認を経ることを要する（79条1項）。
2. 南部諸邦又はその一国の連邦加入は、連邦首班の提案によって、連邦の法律をもってこれを行う（79条2項）。

この規定は、北ドイツ連邦の将来に関して、極めて重大な関係を有している。元来、北ドイツ連邦の範囲は、北ドイツ連邦憲法1条に規定されたところであるから、将来これに加入するものがある場合には、憲法改正の手続によらなければならないが、南部諸邦の加入は、普通の法律をもってなされることとなる。この規定は、元来、政府草案には存しておらず、憲法議会において提案されたものであるが、北ドイツ連邦の暫定的又は過渡的な性質を物語っている。

### ビスマルク憲法との異同
北ドイツ連邦憲法の内容は、ほとんどそのままビスマルク憲法（1871年）へと引き継がれたが、主に次の点においてビスマルク憲法と内容を異にしている。
- 連邦参議院（Bundesrat）における各邦の票数（6条）が、北ドイツ連邦憲法においては合計43票であるのに対し、ビスマルク憲法においては合計58票となっている。これは、北ドイツ連邦憲法においてはバイエルン、ヴュルテンベルク及びバーデンが入っておらず、ヘッセンが1票しか有していなかったからである。ビスマルク憲法においては、バイエルンが17票、ヴュルテンベルクが4票、バーデンが3票を有することとされ、ヘッセンは1票から3票へと増加した[43]。
- ライヒ議会（Reichstag）の議員の任期（24条）が、北ドイツ連邦憲法においては3年であるのに対し、ビスマルク憲法においては1888年3月19日の法律（RGBl.110）によって5年に変更された[44]。
- 連邦首班は、北ドイツ連邦憲法においては「ドイツ皇帝」（Deutscher Kaiser）という称号を有していない（11条）。また、北ドイツ連邦憲法における宰相は、「帝国宰相」（Reichskanzler）ではなく「連邦宰相（ドイツ語版）」（Bundeskanzler）と称している（15条、17条）。
- 連邦の監督及び立法に属する事項として、北ドイツ連邦憲法においては15項目が挙げられているが（4条）、「出版と結社の制度に関する規定」（ビスマルク憲法4条16号）が規定されていない。
- 憲法改正の手続について、北ドイツ連邦憲法においては、連邦参議院の3分の2の多数決が要求されていたほか（78条）、各邦の留保権（ビスマルク憲法78条2項）に関する規定が存しなかった。
- 南ドイツ諸邦に対する関係を規定した北ドイツ連邦憲法79条の規定は、ビスマルク憲法においては当然のこととして削除された。

## 運用

### 南部諸邦との条約締結

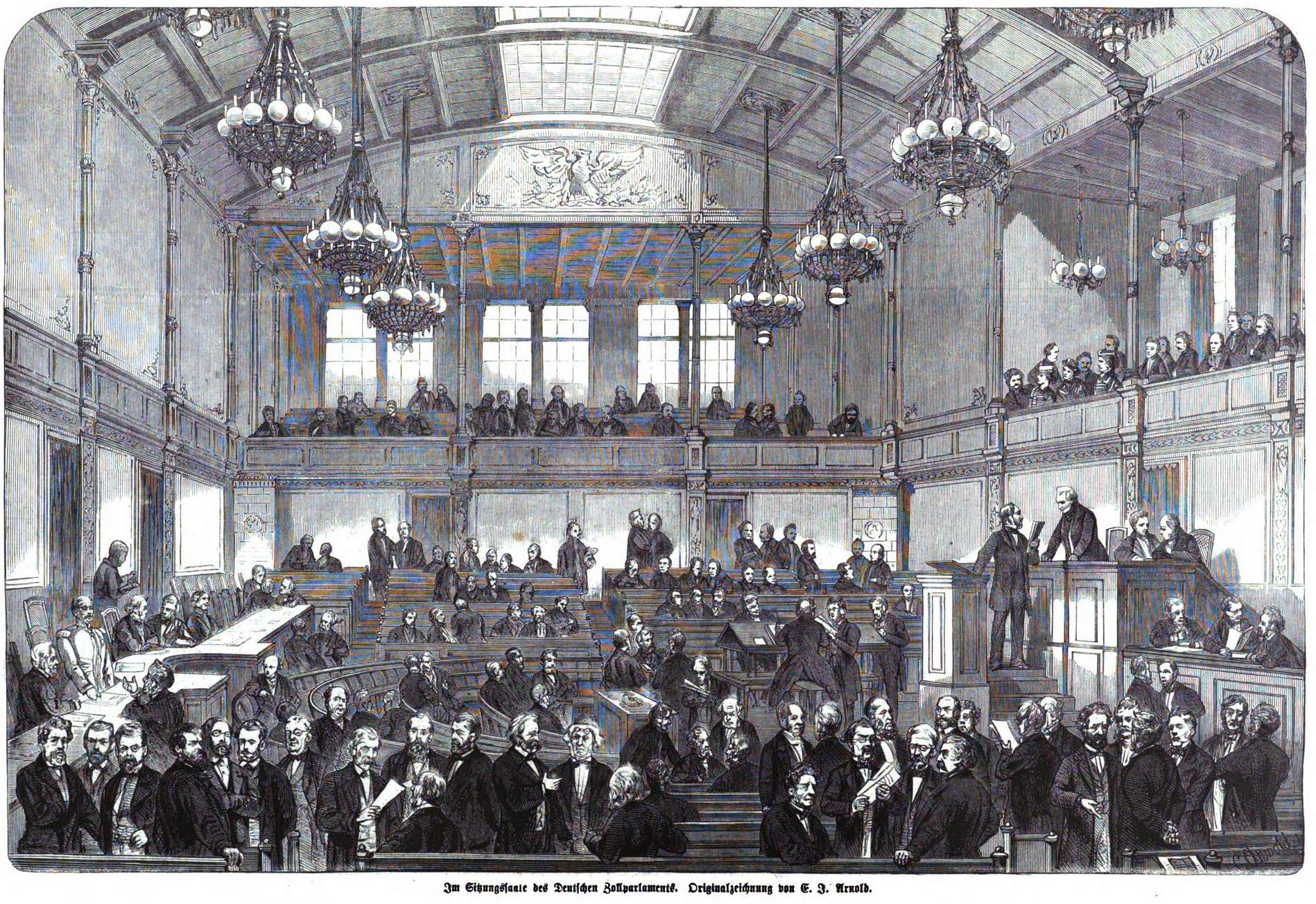
1868年の関税議会

北ドイツ連邦の南部諸邦に対する接近は、まず、国際条約の締結によって行われた。これは、北ドイツ連邦憲法79条の運用にほかならない。しかしながら、普墺戦争後、すでにプロイセンと南部諸邦との間には攻守同盟条約が締結されており、同盟当事国は、相互にその領土の保全を約するとともに、戦時においては南部諸邦がその軍隊をプロイセン国王の指揮下に置くことを承認しており、この目的のために、1867年2月5日、南部諸邦の代表者がシュツットガルトに集合してその軍隊をプロイセンの編制に従って改造することを協定していた。
しかしながら、1867年7月8日の関税同盟条約（Zollvereinsvertrag）によって、南北は軍事上のみならず経済上においても一層接近することとなった。この関税同盟条約は、単なる関税そのものの協定であるだけではなく、関税参議院（Zollbundesrat）及び関税議会なる機関を設置し、関税事務の取扱いを行うこととなった。この関税参議院及び関税議会は、北ドイツ連邦の連邦参議院とライヒ議会とに南部諸邦の政府及び人民の代表者を加入させたものであるから、いわば、関税に関する限り、ドイツが統一されたことを意味する。
しかしながら、南部諸邦の北ドイツ連邦への加入は、決して容易なものではなかった。南部諸邦のプロイセンに対する伝統的な反発は、普墺戦争におけるプロイセンの威力によって一時的に威伏させられたものの、間もなく再び台頭してきたのであった。特に、ビスマルクによって徴表される北ドイツ連邦におけるプロイセン優越主義の運用は、南部諸邦の連邦加入熱を著しく冷却させた。関税議会においても、南部選出議員の中には、反プロイセン党が多く、議会においても、しばしば南北が衝突した。それゆえ、このような反対勢力を圧倒してドイツ統一の大事業を完成するためには、プロイセンがさらにその威力を示すに足る機会（普仏戦争）の到来を待たなければならなかった。

### 連邦政府とライヒ議会との衝突
ビスマルクが革命的な選挙法を制定してライヒ議会を組織させたのは、ドイツ統一のための方便であって、ビスマルクが民主主義を容認していたのではない。ビスマルクは、まず、連邦各邦の被支配階級をライヒ議会の人質に取って、各邦の支配階級が逃げ出さないように企てたにすぎない。それゆえ、北ドイツ連邦が成立すると、ビスマルクとライヒ議会との間には円滑を欠き、衝突を生じたのは当然であった。
連邦政府とライヒ議会との衝突の原因は、北ドイツ連邦憲法そのものに内在する欠缺に基づくものであって、すなわち、君主的連邦主義とプロイセン優越主義とによるものにほかならない。
北ドイツ連邦が君主的連邦国であるがために、統治の重点が連邦参議院にあることとなり、それゆえ、ライヒ議会の権限は、連邦参議院の権限と著しく権衡を失していた。特に、政府草案において、ライヒ議会の予算審査権及び決算承認権に関する規定が極めて不完全であったことは、最もよくビスマルクの真意を知るに足るものである。
また、北ドイツ連邦がプロイセン優越主義の原則のもとに制定されたことから、連邦首班たるプロイセン国王及びその信任によって進退することとなる連邦宰相の地位は、北ドイツ連邦憲法の運用において著しく向上し、連邦参議院は、すなわちプロイセンの政府であるかのごとき有様となった。
このようにして、連邦政府とライヒ議会との衝突は当然に生じたものであったが、ビスマルクは、もっぱらライヒ議会内の政党を操縦してこれを切り抜けるとともに、ますますドイツ統一の事業を進行させていったのであった。

### 社会民主党の出現

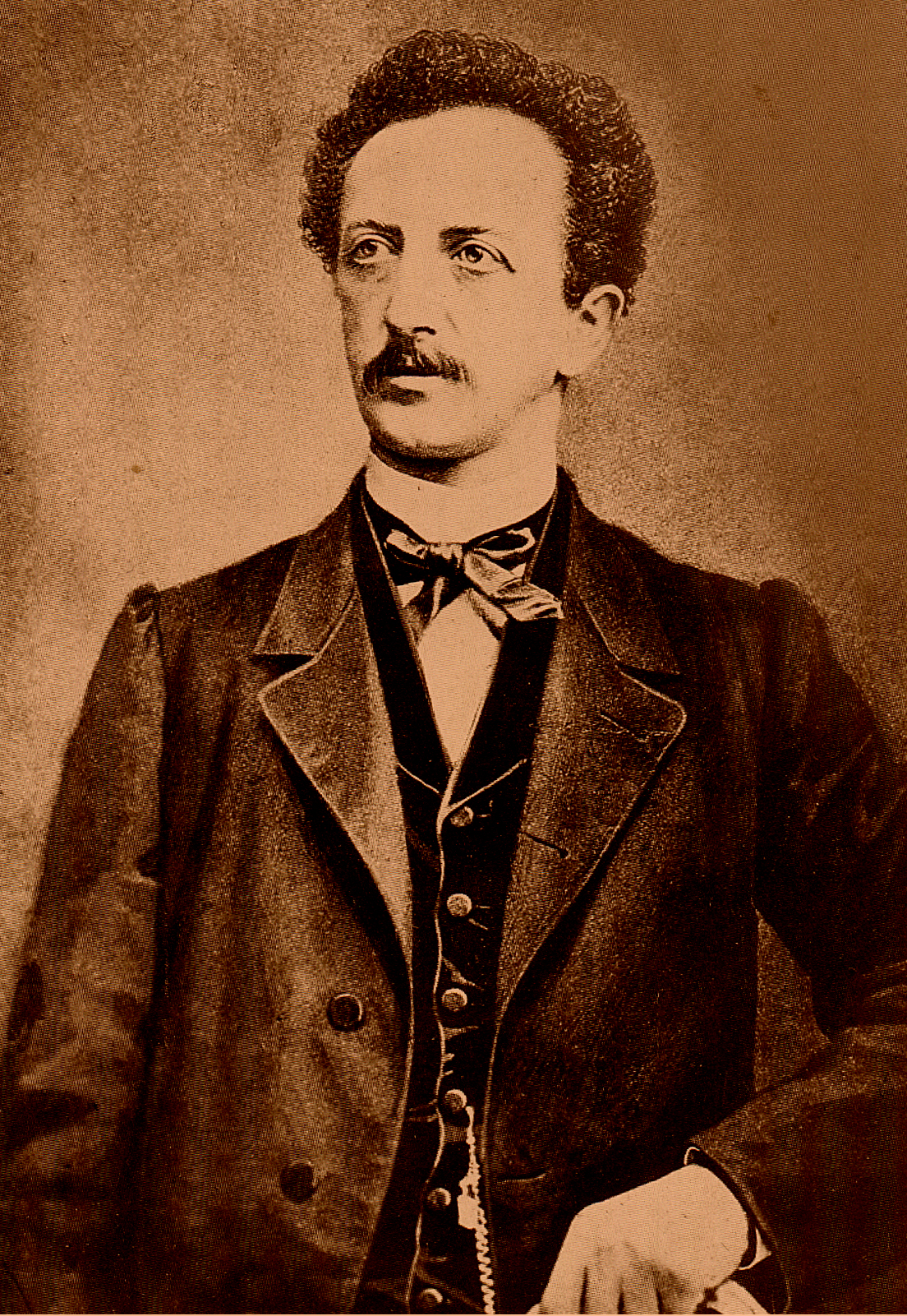
フェルディナント・ラッサール

北ドイツ連邦建設のために召集された1867年2月24日の憲法議会において、初めて無産階級に属する1名の議員（アウグスト・ベーベル）が議席を占めたが、同年秋の第1回ライヒ議会においては、早くも7名に増加した（ライヒ議会選挙 (1867年8月)）。この党派こそが、フェルディナント・ラッサール及びカール・マルクスの社会主義を指導原理とする二派の政党（ラッサール派の全ドイツ労働者協会及びマルクス系の社会民主労働者党）であり、後に合同したドイツ社会民主党である。社会民主党は、ビスマルクにとって、後に大敵となり、1878年に始まる弾圧（社会主義者鎮圧法）を加えざるを得ないこととなるのであるが、このような無産政党が出現したのは、ビスマルクが1848年の選挙法を北ドイツ連邦のライヒ議会選挙に実施したがためであった。ビスマルクがこの選挙法を利用して普墺戦争及び北ドイツ連邦の建設にドイツ国民の支持を得て、かつ、主権者から遠い無産階級を利用して主権者に近い有産階級を制しようとした「遠交近攻」の策は、かえって自らを苦しめることとなった。社会主義政党がビスマルクの軍国主義と衝突するのは当然のことであって、もしもビスマルクが普仏戦争（1871年）に備えてドイツ統一を断行しなかったならば、急速に増加した社会民主党に対してまず戦線を布かなければならないこととなり、ドイツ帝国の建設は、より困難を来たしたはずである。さらに、この社会民主党が、1918年に、ついにビスマルクが建設したドイツ帝国を倒し、新憲法（ヴァイマル憲法）を制定するに至ったことは、ビスマルクが予想だにしなかったことであった。